# Ménopause
Ne doit pas être confondu avec Mésopause.
 Mise en garde médicale
La ménopause, du grec méno, « menstrues », et pause, « arrêt », appelée aussi âge climatérique, est l'arrêt définitif du cycle ovarien lié au vieillissement et non à une maladie, d'où l'appellation de « ménopause naturelle » par opposition à une ménopause pathologique, tandis que même en l'absence d'autre pathologie, la ménopause est dite anormale lorsqu'elle est prématurée.
Le symptôme le plus visible de la ménopause est l'arrêt définitif des règles depuis au moins un an et qui survient généralement entre 48 et 52 ans (la fourchette de 45 à 55 ans est parfois mise en avant également, avec une fréquence élevée vers 50 ans, et la ménopause est prématurée quand elle survient avant 40 ans). La période post-ménopausique représente plus d'un tiers de la vie d'une femme. C'est un phénomène biologique peu répandu dans le règne animal et lorsqu'il existe, de durée relative beaucoup plus courte.
Chez l'humain, il survient quand la femme ne possède plus suffisamment de follicules pour qu'il y ait fécondation, soit car ceux-ci ont été utilisés durant le cycle ovarien, soit car les cellules folliculaires restantes ont dégénéré (phénomène d'atrésie folliculaire). Elle se déroule en général en deux grandes étapes : la péri-ménopause (période d'irrégularités des cycles menstruels précédant la ménopause et l'année qui suit l'arrêt apparent des règles) et la post-ménopause (ménopause confirmée). Chez l'humain, on la qualifie parfois, de façon familière, de « retour d'âge ».  
Bien que la ménopause touche environ la moitié de l'humanité, qu'elle s'accompagne généralement d'une dégradation du sommeil et de la mémoire, de bouffées de chaleur et de sautes d'humeur, d'un risque accru de maladies cardiovasculaires, de diabète, d'ostéoporose, elle est peu étudiée par la recherche et peu traitée par les systèmes de santé dans le monde. 

## Définitions
La ménopause est un phénomène naturel : l'arrêt des menstruations chez la femme, correspondant à l'arrêt définitif du fonctionnement ovarien lié l'âge (épuisement ovarien) et non à une maladie. Elle se définit classiquement par une aménorrhée depuis au moins un an.  Elle survient en moyenne dans les pays développés (Europe, États-Unis…) vers l'âge de 51 ans et à l'échelle mondiale vers l'âge de 49 ans (46-52 ans),. 
Cette définition est rétrospective, elle n'intègre pas la possibilité de résurgence ovarienne après un an d'aménorrhée par ménopause,.
L'être humain, quelques primates et cétacés sont concernés par la ménopause. Les femelles des autres espèces restent fertiles toute leur vie.

### Pré-, péri- et post-ménopause
Chez l'humain, la préménopause est une étape qui débute lorsque la fréquence des cycles diminue (spanioménorrhée) et que le taux de l'hormone folliculo-stimulante (FSH) s'élève. Le terme de préménopause a été longtemps utilisé en France pour désigner une période variant de quelques mois à quelques années avant la ménopause ; alors que pour les anglosaxons le terme de premenopausal woman désigne, dès la puberté, toute femme non ménopausée.
La périménopause est la période qui comprend la préménopause plus celle qui se termine 1 an après les dernières règles (elle comprend donc la première année de post-ménopause). Elle entoure la ménopause, qui est le moment de « l'arrêt des règles », c'est-à-dire le moment des dernières règles (moment qu'on ne peut déterminer avec certitude qu'après une année sans règles ; la périménopause s'arrête donc à la fin de cette incertitude). 
Elle peut se traduire par des périodes de troubles du cycle alternant avec des périodes d'activité normale. Ces variations et difficultés d'appréciation expliquent la difficulté d'une prise en charge de la périménopause. Exceptionnellement, une grossesse peut encore survenir après la ménopause.
La post-ménopause désigne la période qui suit la ménopause, jusqu'à la fin de la vie. Elle peut durer plus de 30 ans selon l'espérance de vie des femmes modernes, et jusqu'à 50 % de la durée maximale de vie. 

### Ménopause précoce
La ménopause précoce est définie comme une ménopause se manifestant avant l'âge de 40 ans,. Elle touche 1 à 2 % des femmes, plus « douloureusement » vécue chez celles qui ont un désir persistant de maternité. 
Les symptômes de ménopause apparaissent plus tôt, ils peuvent n'être  que des inconvénients » mais aussi avoir un retentissement psychique important et affecter les conditions de travail.  Les principaux risques à long terme sont :
- l'ostéoporose (diminution de la densité osseuse : risque de fracture plus important et donc réparation plus difficile et plus longue ; la perte osseuse s'accentue à la ménopause) ;
- un risque accru de maladie cardio-vasculaire, corrélée à la fréquence et à la sévérité des troubles du climatère (excepté la dépression)[13].

La ménopause précoce peut être liée à une cause environnementale (maladie virale touchant les ovaires) ou génétique (antécédents familiaux, anomalie génétique ou auto-immune…).
La ménopause artificielle est une ménopause induite par chirurgie (ovariectomie), par traitement anticancéreux (chimiothérapie, radiothérapie…),.

### Ménopause tardive
La ménopause tardive est une ménopause qui survient après l'âge de 55 ans.

## Processus biologique

### Épuisement ovarien
Contrairement aux testicules où le processus de renouvellement des spermatogonies est continu à partir de la puberté, les ovaires ont un « capital folliculaire » limité et génétiquement déterminé dès la vie fœtale. Vers le 5e mois, l'ovaire du  fœtus féminin porte un nombre fini maximal d'ovocytes (6 à 8 millions). L'épuisement ovarien débute lors du dernier trimestre de la vie intra-utérine par un phénomène d'apoptose. Le nombre d'ovocytes à la naissance est d'un à deux millions et n'est plus à la puberté que de l'ordre de 300 000,.
À chaque cycle, pour chaque follicule qui donne lieu à une ovulation, mille autres follicules disparaissent par apoptose. Vers l'âge de 37-38 ans, l'ovaire ne porte plus que 25 000 ovocytes, et la ménopause survient lorsqu'il n'en reste plus qu'un millier,.

### Modifications hormonales
La diminution du stock folliculaire entraîne une baisse de la production d'œstrogènes. Cette insuffisance s'aggrave avec le temps, et elle est finalement responsable de la majorité des troubles cliniques de la ménopause (troubles du climatère). Cependant la production d'œstrogènes n'est pas totalement nulle après la ménopause, le corps continue d'en produire grâce aux glandes surrénales et au tissu adipeux (conversion des androgènes),.
Le taux d'hormone folliculo-stimulante (FSH) augmente à partir de l'âge de 35 ans par manque d'inhibition (rétroaction négative de l'estradiol) lié à la baisse des œstrogènes. Au fur et à mesure que le stock folliculaire diminue, les cycles deviennent de moins en moins ovulatoires, la périodicité se modifie (préménopause) et finalement plus longue avant de disparaître. Le taux des hormones gonadotropes (hormone lutéinisante et FSH) diminue progressivement plusieurs années après la ménopause, mais atteint rarement son niveau initial,.

## Épidémiologie
Dans les années 1990, le nombre de femmes âgées de plus de 50 ans dans le monde était estimé à 467 millions avec un âge moyen d'environ 60 ans  (65 ans dans les pays développés), soit près de 9 % de la population mondiale, avec environ 25 millions de femmes débutant leur ménopause chaque année. Les démographes projettent alors qu'elles seront 1,2 milliard en 2030 avec un âge moyen de 68 ans, soit près de 14 % de la population mondiale, avec environ 46 millions à débuter leur ménopause chaque année.
Dans les années 2020, aux États-Unis, le nombre annuel de femmes entrant en ménopause est de l'ordre de 1,2 million. En France, le nombre total de femmes concernées (de plus de 45 ans) est de l'ordre de 17,2 millions (la moitié des femmes en France) dont plus de 400 000 entrent en ménopause chaque année.
L'âge moyen de la ménopause naturelle à l'échelle mondiale est de 48,8 ans avec des variations géographiques, selon le statut socio-économique et le mode de vie. Il est le plus haut en Europe, Australie et États-Unis, et le plus bas en Afrique, Amérique latine, Asie et Moyen-Orient.
L'âge supérieur est associé à un statut socio-économique plus élevé (niveau d'éducation, profession) alors que le tabagisme est associée avec une réduction d'un an (par rapport aux non-fumeuses). Le rapport avec l'activité physique (qui avancerait l'âge de la ménopause), le surpoids et l'obésité (qui reculerait l'âge) est moins clair et demande à être confirmé.
Il en est de même des facteurs génétiques et ethniques, proposés comme déterminants importants de la ménopause. Il apparaît que les facteurs sociaux seraient plus importants (à l'exemple du Japon et de Taïwan en Asie). Des recherches plus poussées sont nécessaires (dont des études de cohorte de grande taille) pour régler des problèmes de méthodologie et éviter les biais de confusion,.

## Clinique
Les symptômes varient en intensité et en durée selon les femmes.  Les conséquences à court terme sont réunies sous l'appellation de troubles du climatère. Certains symptômes sont transitoires alors que d'autres sont plus durables, ils constituent alors des conséquences à moyen et long terme,.

### Troubles du climatère

#### Symptômes vasomoteurs

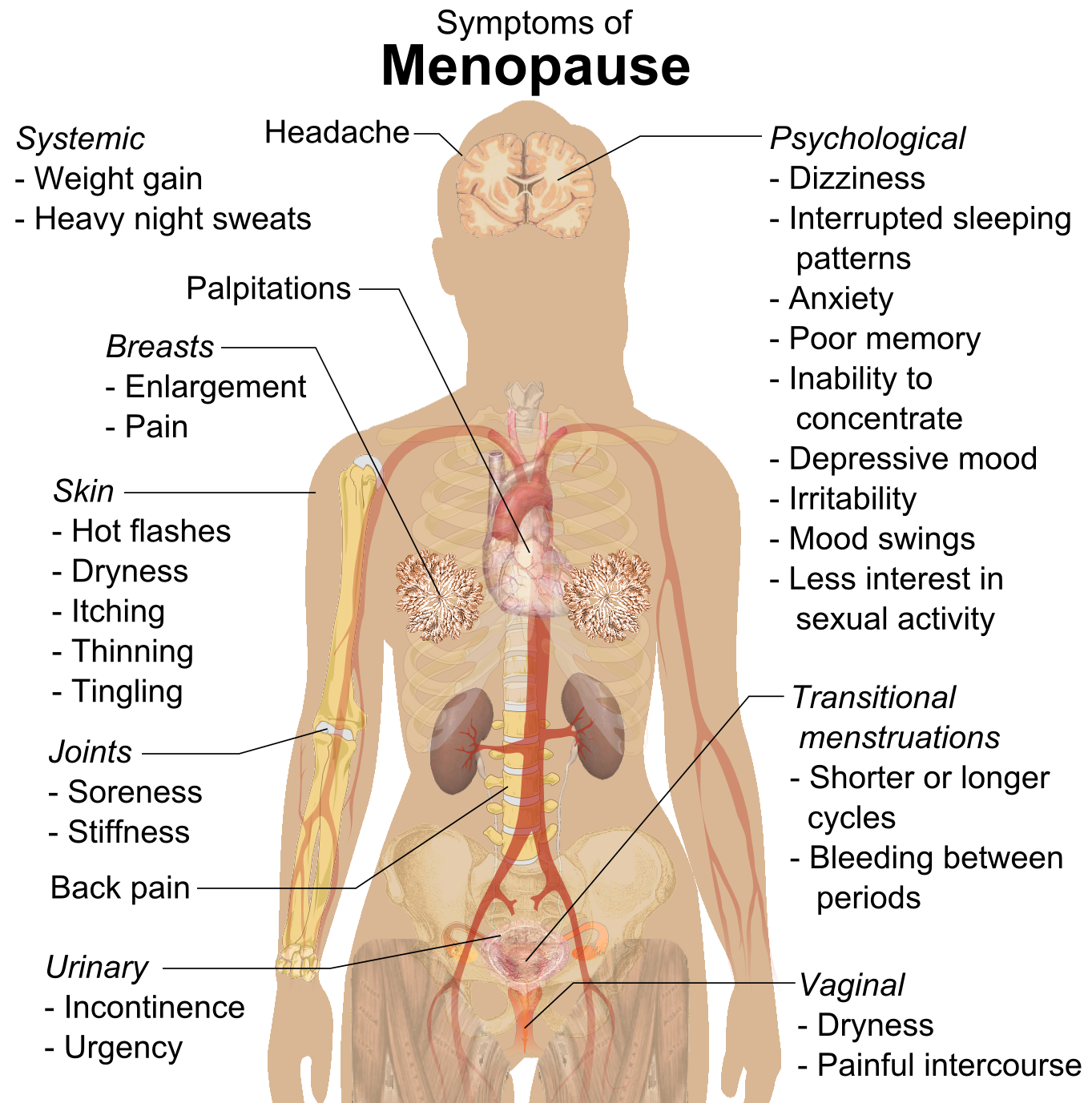
Les symptômes de la ménopause.

Les symptômes les plus fréquents sont des symptômes vasomoteurs : bouffée de chaleur (65 % à 75 % des femmes de 50-55 ans) et sueurs nocturnes,.  
- bouffées de chaleurs : malaise et sensation soudaines de chaleur débutant au niveau du thorax et des épaules, puis s'étendant au cou et au visage avec apparition de rougeurs et de sueurs.
- sueurs nocturnes : elles peuvent survenir isolément sans bouffées de chaleur.
- migraines et céphalées.

#### Troubles génito-urinaires et cutanés
Ces troubles surviennent chez 50 à 75 % des femmes,.
Une sécheresse vulvo-vaginale et cutanée s'installe progressivement et s'aggrave avec la durée de la ménopause, occasionnant une dyspareunie avec diminution de la libido.  Après la ménopause, une atrophie du vagin peut survenir, le vagin perdant de son élasticité, devenant plus sec et plus sensible.
Les troubles urinaires sont des incontinences et des infections urinaires.

#### Douleurs articulaires
Elles touchent surtout les extrémités, fluctuent dans le temps, prédominent le matin au réveil et s'améliorent avec l'activité physique.

#### Troubles psychiques
Il peut s'agir de troubles du sommeil et de l'humeur (irritabilité, tendances anxieuses et dépressives) et de troubles cognitifs (concentration, attention, mémoire…) survenant chez 45 à 70 % des femmes,.

### Conséquences à moyen et long terme
En raison du rôle des œstrogènes sur le métabolisme osseux et vasculaire, la ménopause augmente le risque de fracture chez la femme (ostéoporose) ainsi que les risques cardiovasculaires,. Ces risques sont aggravés par l'absence d'activité physique, la malnutrition, la carence en vitamine D, le tabagisme.
Le risque de cancer du sein n'est en revanche pas augmenté par la ménopause.

#### Ostéoporose
L'ostéoporose post-ménopausique touche une femme sur 4. Les fractures les plus fréquentes sont les fractures des vertèbres (tassement vertébral) à partir de 60 ans, les fractures du poignet (fracture de Pouteau-Colles), et les fractures du col du fémur à partir de 74 ans.

#### Risques cardiovasculaires
Le taux de maladie coronarienne des femmes ménopausées se rapproche de celui des hommes de même âge. Par rapport à une femme non-ménopausée du même âge, une femme ménopausée aurait un risque relatif multiplié par 2,7. 
Avec l'âge (plus de dix ans après la ménopause), le risque d'accident vasculaire cérébral et de thrombose veineuse augmente plus rapidement,.

#### Conséquences métaboliques
La ménopause peut s'accompagner à terme d'une prise de poids progressive avec redistribution du tissu adipeux en situation abdominale. L'incidence du diabète de type 2 augmente, ainsi que le taux de triglycérides et de cholestérol. 
Des recherches sont en cours sur les conséquences de la ménopause sur le microbiote intestinal (influence du statut des œstrogènes sur le microbiome, influence du microbiote sur le métabolisme des œstrogènes).

## Diagnostic

### Examen clinique
Le diagnostic est clinique, basé sur les données d'interrogatoire ( âge de ménopause de la mère, antécédents familiaux et personnels, durée de l'aménorrhée, importance des troubles climatériques…) et l'examen clinique (général et gynécologique) évaluant le niveau de risques. Ce diagnostic clinique est rétrospectif : il est porté après une aménorrhée d'au moins un an,.

### Examens complémentaires
En général, aucun examen de laboratoire n'est nécessaire pour porter le diagnostic de ménopause, les symptômes apparaissant le plus souvent avant la modification des valeurs de laboratoire. Les dosages hormonaux (FSH,  œstradiol…) peuvent se justifier dans des cas particuliers de difficultés diagnostiques,.  
Plusieurs études portent sur la prédictabilité de l'âge auquel survient la ménopause, en mesurant le taux d'hormone antimullérienne dans le sang, mais la valeur de cet examen reste en discussion,
Des examens complémentaires pour dépister des complications peuvent être recommandés selon les situations (prise en charge individualisée) : ostéodensitométrie, mammographie, frottis cervicovaginal, échographie pelvienne,.

## Traitement
Le traitement agit sur les troubles associés, mais ne permet pas le redémarrage de la fonction ovarienne.

### Règles hygiéno-diététiques
Les patientes sont encouragées à, :
- une activité physique régulière (comme 30 à 45 minutes de marche rapide par jour) ;
- l'arrêt du tabac et de l'alcool ;
- un régime alimentaire équilibré et pauvre en graisses ;
- une bonne hydratation, en limitant le café et les boissons sucrées ;
- hygiène du sommeil et gestion du stress (techniques de relaxation) ;
- un apport suffisant en calcium et vitamine D ;
- utiliser un lubrifiant lors de rapports sexuels.

### Traitement hormonal substitutif (THS)

#### Principes généraux
Le traitement hormonal substitutif (THS) vise à compenser l'insuffisance des sécrétions ovariennes d'œstrogènes responsable de troubles à court et à long terme. Il est efficace sur les symptômes de la ménopause et sur la prévention de l'ostéoporose. Les modalités du THS (dose, type et voie d'administration des œstrogènes, progestérone naturelle ou progestatif, etc.) sont nombreuses et peuvent déterminer en partie le rapport risque/bénéfice du traitement. En France, les œstrogènes transdermiques (gel, patch) sont les plus utilisés en association avec la progestérone micronisée
Selon les recommandations des sociétés professionnelles américaines, le THS est indiqué pour les femmes de moins de 60 ans, ou dans les 10 ans suivant le début de la ménopause, qui subissent des effets indésirables importants comme les bouffées de chaleur, des douleurs articulaires ou des sécheresses vaginales. Pour les femmes avec une ménopause précoce sans contre-indications, l'hormonothérapie est recommandée jusqu'à au moins l'âge moyen de la ménopause naturelle.
En France, les recommandations sont similaires : la HAS reconnait l'intérêt de traiter les troubles de la ménopause lorsque les femmes en sont très gênées, en insistant sur un traitement hormonal à une dose minimale (dose efficace la plus faible possible), et de durée aussi courte que possible. Le THS est généralement pris durant 3 à 5 ans, à réévaluer chaque année. 
Le traitement par œstrogènes est associé à la prise de progestérone ou de progestatifs pour pallier un risque de cancer de l'endomètre,.
Si les agences sanitaires plaident pour une durée de traitement aussi faible que possible, les sociétés professionnelles ne fixent pas de limites prédéfinies obligatoires. La durée du traitement hormonal dépend de l'efficacité sur les symptômes et de la décision de chaque patiente dûment informée dans le cadre d'une relation médecin-patient personnalisée,.

#### Risques
L'augmentation du risque de cancer du sein liée à ces traitements a été affirmée en 2005 par une  publication de l'OMS et a trouvé un étayage au travers de la diminution de l'incidence du cancer du sein en France et aux États-Unis à peu près contemporaine de la chute des ventes des traitements hormonaux après la publication de l'étude WHI en 2002. Il semble également exister une augmentation du risque de survenue d'un cancer de l'ovaire. Depuis 2003, il n'est pas recommandé d'utiliser un traitement hormonal de façon systématique ou à titre uniquement préventif contre l'infarctus du myocarde ou la maladie d'Alzheimer,.
Dans le groupe des femmes hystérectomisées, le suivi des patientes de l'étude WHI met en évidence un avantage inattendu du THS : une diminution du risque de cancer du sein est notée sans augmentation marquée du risque cardiovasculaire, de thrombose veineuse profonde, d'AVC, de fracture de hanche ou de cancer colorectal. Aucun impact sur la mortalité totale n'a été relevé. De plus, cette étude montre un impact favorable, dans ce même groupe de patientes, sur la survenue de maladies cardiovasculaires et de cancers colorectaux, mais uniquement dans la tranche d'âge de 50 à 59 ans.
En France, la préférence est donnée aux œstrogènes transdermiques comparés aux œstrogènes oraux qui augmentent le risque de thrombose veineuse. Cette étude largement confirmée par la suite a également montré que la progestérone naturelle n'induisait aucune élévation du risque de thrombose contrairement à certains progestatifs. Le THS transdermique est particulièrement recommandé chez les femmes à risque élevé de thrombose veineuse, en particulier les personnes obèses,,.

### Modulateurs sélectifs des récepteurs aux œstrogènes (SERM)
Les SERM constituent une catégorie de médicaments agissant de manière sélective sur les différents récepteurs œstrogéniques du corps, de façon agoniste ou antagoniste. Ces médicaments (comme le raloxifène, le bazédofixène et l'ospémifène (en) ont une action œstrogénique sélective sans stimuler l'endomètre avec un risque accru de cancer.

### Thérapeutiques non hormonales
Les thérapies non hormonales qui ont démontré qu'elles réduisaient les bouffées de chaleur comprennent les inhibiteurs sélectifs du recaptage de la sérotonine à faible dose et les inhibiteurs du recaptage de la sérotonine — la noradrénaline, les gabapentinoïdes, la perte de poids, l'hypnose et la thérapie cognitivo-comportementale.

### Suppléments alimentaires alternatifs
L'effet des suppléments alimentaires alternatifs dans le traitement des symptômes de la ménopause peut aller d'un soulagement modéré à significatif. Certains composés d'origine végétale, appelés phytoestrogènes, exercent un effet œstrogénique sur le corps, induisant ainsi un effet, quoi que relativement modéré. Les suppléments phytoestrogéniques comprennent les isoflavones de soja, le trèfle violet, l'actée à grappes (Cimicifuga racemosa) et l'igname[réf. nécessaire].
L'actée à grappes a été cependant associée à des effets indésirables graves sur la fonction hépatique. Pour une méta-revue de Cochrane en 2012, il n'est pas possible de déterminer l'efficacité de l'actée à grappes, les 16 études analysées s'avérant de qualité insuffisante.
Les phyto-SERM constituraient une catégorie de SERM d'origine végétale. Les « phyto-SERM » tels que DT56a exerceraient un effet agoniste sur les récepteurs œstrogéniques localisés dans le cerveau, réduisant ainsi efficacement les bouffées de chaleur, mais parallèlement n'exercent aucun effet sur les récepteurs œstrogéniques du sein et de l'utérus,.[pertinence contestée]Les allégations santé de ce complément alimentaire sur ses effets bénéfiques en matière de densité osseuse ont été rejetés en 2008 par l'EFSA.

## Histoire biomédicale
Le terme de ménopause apparaît en Occident au début du XIXe siècle. D'abord en français, sous la forme « menespausis » défini comme la fin des menstruations dans un ouvrage écrit par le médecin Charles de Gardanne et publié en 1816, avant de devenir « ménopause » dans l'édition suivante publiée en 1821. 

### Période prémoderne
Dans l'antiquité chinoise le Huangdi Nei Jing décrit un cycle de 7 ans pour les femmes : à 5x7 = 35 ans elles commencent à flétrir avec des fausses couches plus fréquentes, et à 7x7 = 49 ans leurs règles cessent. En Occident, Aristote situe l'arrêt du cycle menstruel vers l'âge de 40 ans. Le lien entre la cessation des règles et l'incapacité des femmes à concevoir est mentionné dans le Corpus hippocratique, dès le Ve siècle av. J.-C. mais aucun traitement n'est proposé. Dans son Histoire naturelle, Pline l'Ancien développe l'idée des propriétés néfastes du sang menstruel, contribuant au tabou de la menstruation,. 
Ces idées se perpétuent au Moyen-Âge où l'arrêt des règles est situé vers l'âge de 50 ans. Si le sang des règles est un poison, la menstruation est conçue comme purificatrice et salutaire. Dès lors l'arrêt final des règles est vu comme un surplus de « mauvais sang ». Même si la nature toxique du sang des règles est rejetée à partir du XVIe siècle, l'arrêt de la menstruation garde une image négative. C'est toujours une pléthore qui déséquilibre l'utérus en s'associant à de nombreuses maladies : de l'asthme jusqu'aux ulcères en passant par la folie,. 
Jean Liébault (1535-1596) est l'un des premiers à décrire en détail les symptômes spécifiques de l'arrêt de la menstruation : « douleur et pesanteur des lombes », « migraines et vertiges », « petites rougeurs suivies de moiteur »,. 
Différents modèles théoriques sont en concurrence pour rendre compte de cette « pléthore sanguine » par arrêt menstruel : une théorie mécanique hydraulique (pression sanguine, résistance vasculaire, étroitesse des petits vaisseaux utérins…), une théorie iatrochimique (défaut de « fermentation » du sang aboutissant à un excès de phlegme), et vers la fin du XVIIIe siècle une théorie vitaliste (irritabilité du système nerveux reliant l'utérus aux autres organes aboutissant à un retour d’âge),.

### Médicalisation moderne
Au XVIIIe siècle, la ménopause commence à faire l'objet d'un intérêt médical systématique. La description clinique se complète, surtout en France avec Charles de Gardanne qui crée le terme de ménopause au début du XIXe siècle.  La ménopause devient une entité médicale aux limites imprécises, une « condition » intermédiaire entre le vieillissement et la maladie. Des médecins utilisent divers traitements, principalement la saignée. L'anglais Edward John Tilt (en) (1815-1893), de l'époque victorienne, propose entre autres bicarbonate de sodium et opium, emplâtre de belladone sur l'épigastre, injection vaginale d'acétate de plomb… 
Un contre-discours apparaît : la ménopause n'est pas nécessairement une période de transition pénible pour les femmes si elles mènent une vie tranquille et saine. D'autres médecins affirment même que des femmes sont en meilleure santé après la ménopause. 
À partir de la fin du XIXe siècle, la médicalisation s'accroit avec le développement de l'endocrinologie qui « ancre le corps féminin dans le discours hormonal », puis dans la deuxième moitié du XXe siècle avec la croissance du dispositif institutionnel médical, et enfin avec la vulgarisation des discours médicaux, qui entrainent une explosion de la médiatisation de la ménopause.
Au cours du XXe siècle, la ménopause est davantage perçue par le corps médical comme une déficience hormonale accompagnées de différentes pathologies. Les troubles de la ménopause entrent dans la classification internationale des maladies en 1977 au titre de déséquilibre endocrinien. 

#### Vers le traitement hormonal de la ménopause (années 1880-1940)

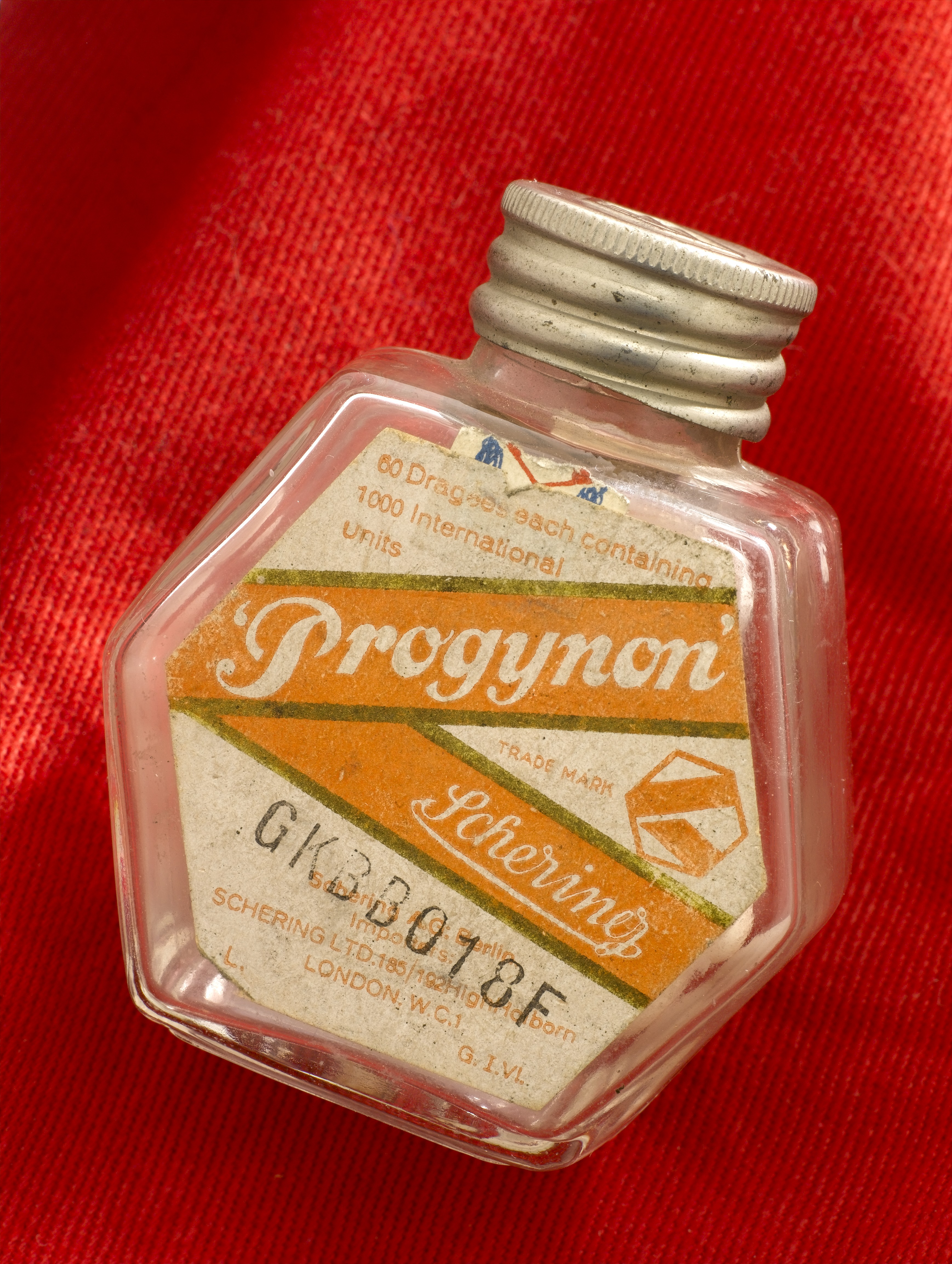
Flacon de pilules Progynon contre les troubles de la ménopause, produit par Schering (Allemagne) et distribué au Royaume Uni (1928-1948).

En 1886, deux études publiées en Allemagne indiquent que des troubles de la ménopause (naturelle ou induite par ovariectomie) sont améliorés par injection de tissu ovarien, dans le cadre d'une opothérapie. Dans les dix ans qui suivent, d'autres études rapportent de bons résultats par voie orale, à partir de tissu ovarien d'origine porcine ou bovine, notamment pour réduire des troubles sexuels (dyspareunie) de la ménopause.
Dans les années 1890, aux États-Unis, Merck & Co. commercialise un produit sous le nom de « Ovariin », à partir d'ovaire de vache, sous la forme de pilule ou de poudre, présenté comme traitant avec succès les symptômes de la ménopause. Cependant ces préparations commerciales empiriques à partir d'extrait ovarien font l'objet de critiques, car il n'existait pas de moyen fiable pour mesurer l'activité exacte de ces produits.
En 1923, les américains Edgar Allen et Edward Doisy réussissent à localiser, extraire et isoler une forme partiellement purifiée d'un premier œstrogène qu'ils appellent œstrone. En 1933, le premier médicament hormonal contre les troubles de la ménopause est commercialisé aux États-Unis sous le nom de « Emmenin » par James Collip. Il s'agit d'un produit bio-identique à une hormone, obtenu à partir de l'urine de femme enceinte,.
En 1941, l'Emmenin, trop coûteux à produire, est remplacé par le Premarin, produit à partir de l'urine de jument gestante. Parallèlement, à partir de 1928, d'autres formes d'administration (autres que la voie orale) existent comme le timbre transdermique d'œstrogène (Searle, une filiale de Pfizer) et le Progynon sous forme injectable, dérivé du placenta humain.
En 1942, le Premarin est le premier œstrogène approuvé par la FDA pour le traitement des bouffées de chaleur,.

#### «Âge d'or» du traitement hormonal (années 1950-1990)
Après la seconde guerre mondiale, les publications sur la ménopause se multiplient, tant savantes que grand public (voir section suivante Histoire culturelle). Aux États-Unis, par rapport aux années 1940-1950, les prescriptions hormonales pour troubles de la ménopause doublent dans les années 1960 et triplent dans les années 1970. En 1975, les œstrogènes sont le 5e médicament le plus prescrit aux Ėtats-Unis avec six millions d'utilisatrices régulières. En France, le traitement hormonal substitutif est disponible depuis 1960. 
L'année 1975 marque un premier coup d'arrêt au traitement hormonal avec la parution de deux études dans le New England Journal of Medecine indiquant un risque accru de cancer de l'endomètre au cours d'une œstrogénothérapie prolongée. La FDA impose alors que ce risque soit signalé sur les produits. Cependant une solution est trouvée dans les années qui suivent : ce risque disparait si l'on réduit les doses d'œstrogènes en associant des progestatifs (l'acétate de médroxyprogestérone devient le progestatif de référence aux États-Unis). Ce traitement combiné est reconnu comme le traitement standard de la ménopause de cette époque,. 
Au cours des années 1980-1990, l'enthousiasme est d'autant plus vif que des études suggèrent que ce traitement de la ménopause pourrait être efficace en prévention des maladies cardiovasculaires, de l'ostéoporose et de la démence. En 1988, la FDA admet comme indication du traitement hormonal, la prévention de l'ostéoporose. En ce qui concerne les maladies cardiovasculaires, la balance bénéfice/risque est jugée positive puisque un risque faible de thrombose veineuse est compensé par une forte réduction du risque coronarien,,. Cette période constituerait « l'âge d'or » du traitement hormonal où, sous la pression de l'industrie pharmaceutique, presque toute femme ménopausée sans antécédents veineux se devait d'être traitée,. D'autant plus qu'en France et dans d'autres pays d'Europe, un fort courant se développe en faveur du traitement par voie percutanée réputée plus sûre que la voie orale. 
Cependant, dans les années 1990, la FDA demande que le bénéfice cardiovasculaire du traitement hormonal soit confirmé par des essais cliniques randomisés, paradoxalement à cause de la compagnie Wyeth qui souhaitait élargir les indications d'un de ses produits à la prévention cardiovasculaire.

#### Revirements et controverses (années 1990-2020)
À partir de 1998, plusieurs grandes études randomisées contre placebo tendent à renverser le rapport bénéfices/risques du traitement hormonal. Il s'agit principalement de l'étude HERS (Heart and Estrogen/Progestin Replacement Study,1998), WHI (Women's Health Initiative, 2002 aux États-Unis), MWS (Million Women Study, 2003 au Royaume-Uni). Ces études tendent à montrer que l'effet protecteur cardiovasculaire ne serait pas supérieur au placebo, avec un risque légèrement accru de cancer du sein,.
Ces résultats sont largement diffusés par les médias, suscitant des recommandations de prudence de la part des agences sanitaires au Royaume-Uni, comme en France. Dans de nombreux pays, le traitement hormonal chute fortement de 46 % aux États-Unis et de 28 % au Canada. En France, selon une enquête SOFRES 2004 portant sur un millier de femmes âgées de 45 à 75 ans, sur les 261 femmes qui prenaient un traitement hormonal en décembre 2003, 28,7 % l'avaient arrêté temporairement ou définitivement ; entre 2002 et 2008, les ventes de produits œstrogéniques chutent de 67 % en France (de près de 10 millions d'unités à moins de 4,5 millions).
Ces études font l'objet de critiques et de controverses. Les discussions portent leurs discordances et les sources de biais possibles : par exemple les critères d'inclusion (biais de sélection), les études américaines auraient inclus des femmes asymptomatiques, traitées trop âgées (plus de dix ans après la ménopause), plus souvent obèses, avec des œstrogènes différents à des doses différentes de ce qui se fait ailleurs. Parallèlement, à partir des années 2010, de nouvelles études randomisées tendent à contredire les premières, mais elles sont de plus petite taille et ne retiennent pas l'attention des médias,.
L'idée dominante est alors qu'il existerait des sous-groupes de femmes ménopausées avec une « fenêtre d'opportunité » dans le temps où le bénéfice d'un traitement est bien réel. En France, le débat oppose ceux qui estiment que la balance penche « nettement » du côté des bénéfices dès lors que le traitement est instauré en début de ménopause en respectant les indications, à ceux qui pensent qu'il existe encore des incertitudes, et qu'y voir une balance « nette » est « un reflet possible de conflits d'intérêts évidents ».
En 2015, une méta-analyse Cochrane conclut que le traitement hormonal des femmes post-ménopausées a peu ou pas d'effets pour la prévention primaire ou secondaire des maladies cardiovasculaires,. En 2016, la Société Internationale de la Ménopause (en) publie de nouvelles recommandations, précisées en 2017 par sa branche nord-américaine faisant consensus international : le traitement hormonal reste le meilleur traitement efficace du syndrome climatérique (troubles vasomoteurs et génitaux) et pour la prévention de l'ostéoporose, pour les femmes âgées de moins de 60 ans ou celles qui débutent leur traitement moins de dix ans après le début de la ménopause. Les bénéfices et risques du traitement hormonal doivent être évalués sur une base individuelle et personnalisée, en tenant compte des possibilités d'autres traitements non-hormonaux et non-pharmacologiques,.

## Histoire socio-culturelle
La médicalisation de la ménopause, de la fin du XVIIIe siècle à la fin du XIXe siècle, est dans un premier temps limitée aux classes les plus aisées de la population.  Ce serait dû à l'influence accrue des médecins universitaires (gynécologues professionnels) sur les femmes de la haute société (aristocratie et grande bourgeoisie).
Ce processus est le plus marqué en France, de par la Révolution française où les médecins ont activement participé. La cessation des règles ou ménopause est vue comme une « révolution » ou une « insurrection » du corps contre la « monarchie absolue de l'utérus ». C'est le modèle médical « irritatif » d'un changement critique et ambivalent (aussi bien dangereux que favorable). Ce modèle s'oppose à celui de la « pléthore par défaut d'évacuation » des sociétés occidentales pré-modernes où le vieillissement féminin équivaut à une mort sociale.
Selon Stolberg, la médicalisation de la ménopause n'a pas été un processus linéaire, mais plutôt une confrontation de concepts et de théorie en reconfigurations successives. L'idée commune est l'infériorité du corps féminin, où la médicalisation (troubles sévères à traiter) s'accompagne d'une démédicalisation (inconvénients évitables par retour à un mode de vie « naturel »). La médecine du XIXe siècle oppose les femmes des classes supérieures de vie urbaine agitée aux femmes des campagnes à « bonheur tranquille ». Les premières ont des troubles plus importants de la ménopause à cause d'une vie sédentaire et oisive, sujettes à trop de stimulations (de la vie de salon aux cafés-concerts, romans, nourriture riche et épicée…) alors que les femmes des campagnes ont une nourriture simple et une vie travailleuse vouée à un destin maternel « naturel ».
La ménopause peut être considérée soit comme un aspect naturel du vieillissement, soit comme une pathologie qu'il convient de traiter. Lorsqu'elle est considérée comme une maladie, elle s'inscrit alors dans les politiques publiques et commerciales d'offre de soins.

### Approches féministes

#### Avant les années 1960

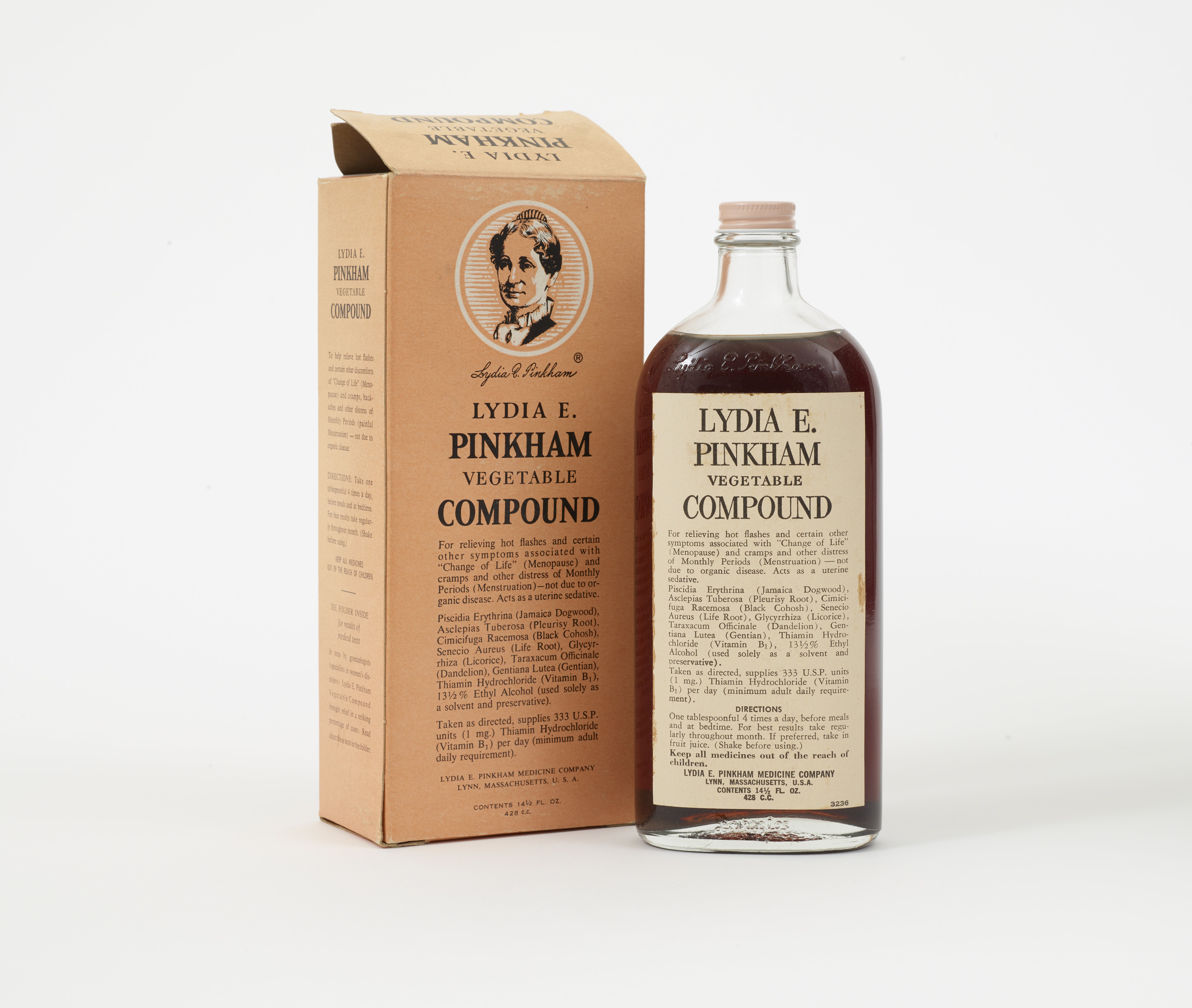
Le « composé végétal » de Lydia Pinkham (1819-1883) Seule une femme peut comprendre les maux des femmes.

Il est difficile de connaître le point de vue des femmes sur la ménopause avant le XXe siècle. Les éléments disponibles sont ceux rapportés par des médecins, ou mieux des lettres de patientes à leur médecin. Aux XVIIIe et XIXe siècles, la cessation des règles est vécue par les femmes comme une période critique et troublée, susceptible d'aboutir à des maladies graves, mais aussi avec des aspects libérateurs : fin des contraintes liées à la menstruation  (comme le lavage de chiffons de lin utilisés historiquement comme tampons), soulagement des dangers d'une nouvelle grossesse,. 
Toutefois, il n'existe pas de réponse unique et commune à toutes les femmes. La perte de fertilité peut être vécue aussi comme une souffrance : des médecins signalent que des femmes ménopausée « se bercent d'illusions » en percevant des mouvements fœtaux(grossesse nerveuse).
Dans l'ensemble, les femmes du XIXe siècle occidental restent sous l'influence du modèle antique et médiéval de la menstruation, celui d'une purgation régulière d'un sang impur et nocif. Par exemple l'utilisation populaire de divers purgatifs que les femmes se recommandaient entre elles comme substitut à la cessation des règles et comme traitement préventif ou curatif des troubles de la ménopause.
Dans la première moitié du XXe siècle, les premiers traitements de type hormonal apparaissent dans les pays anglosaxons, mais le corps médical reste majoritairement partisan d'une théorie « irritative et nerveuse » de la ménopause,. Cette théorie se renforce sous l'influence du mouvement  freudien qui tend à faire des troubles de la ménopause une névrose. Par exemple, Helene Deutsch dans sa Psychologie des femmes (1945) fait reposer cette psychologie sur le besoin et le désir d'être mère. Selon Deutsch, une femme heureuse de sa ménopause ne saurait être qu'une femme déviante et non féminine. Aux États-Unis de cette époque, les femmes ménopausées sont le plus souvent stigmatisées comme ayant perdu leur féminité (sexuellement non désirables et stériles).
Jusqu'aux années 1960, la ménopause reste un sujet tabou, exclu de toute discussion publique. La plupart des médecins tendent à négliger la parole des femmes (« c'est dans votre tête ») en proposant un traitement par tranquillisant,.

#### La question hormonale
En 1963, Robert A. Wilson (en)  gynécologue réputé de New-York, publie un article dans le Journal of the American Geriatrics Society où il fait de la ménopause un déficit en œstrogènes, une perte de féminité, une source de maladies menant les femmes non traitées à une existence fade et « bovine » (cow-like feeling). Wilson est aussi le dirigeant de la Wilson Foundation destinée à promouvoir les œstrogènes et soutenue par l'industrie pharmaceutique à hauteur de 1,3 million de dollars. À partir de 1964, les magazines Time et Newsweek publient des articles prometteurs sur le traitement hormonal de la ménopause, suivis en cela par la presse féminine et la presse quotidienne.
Le tournant décisif est pris en 1966, lorsque Robert Wilson publie Feminin Forever (Féminine pour toujours), un bestseller vendus à plus de cent mille exemplaires en sept mois, et traduit en quatre langues dès 1970. L'ouvrage fait l'apologie d'un traitement hormonal de la ménopause nécessaire « jusqu'au tombeau », où les femmes ne seront plus « sexuellement neutres » et assimilées à des castrées la moitié de leur vie, à cause de négligences médicales.«
Ces idées sont largement reprises dans le grand public. Dans les années 1980, le traitement hormonal est perçu comme une « fontaine de Jouvence » et non comme un traitement médical à évaluer, y compris dans le milieu médical « sous la bienveillance intéressée des firmes commerciales ». Les médecins réfractaires sont considérés comme dépassés et les patientes réfractaires comme irresponsables,.

#### Réactions

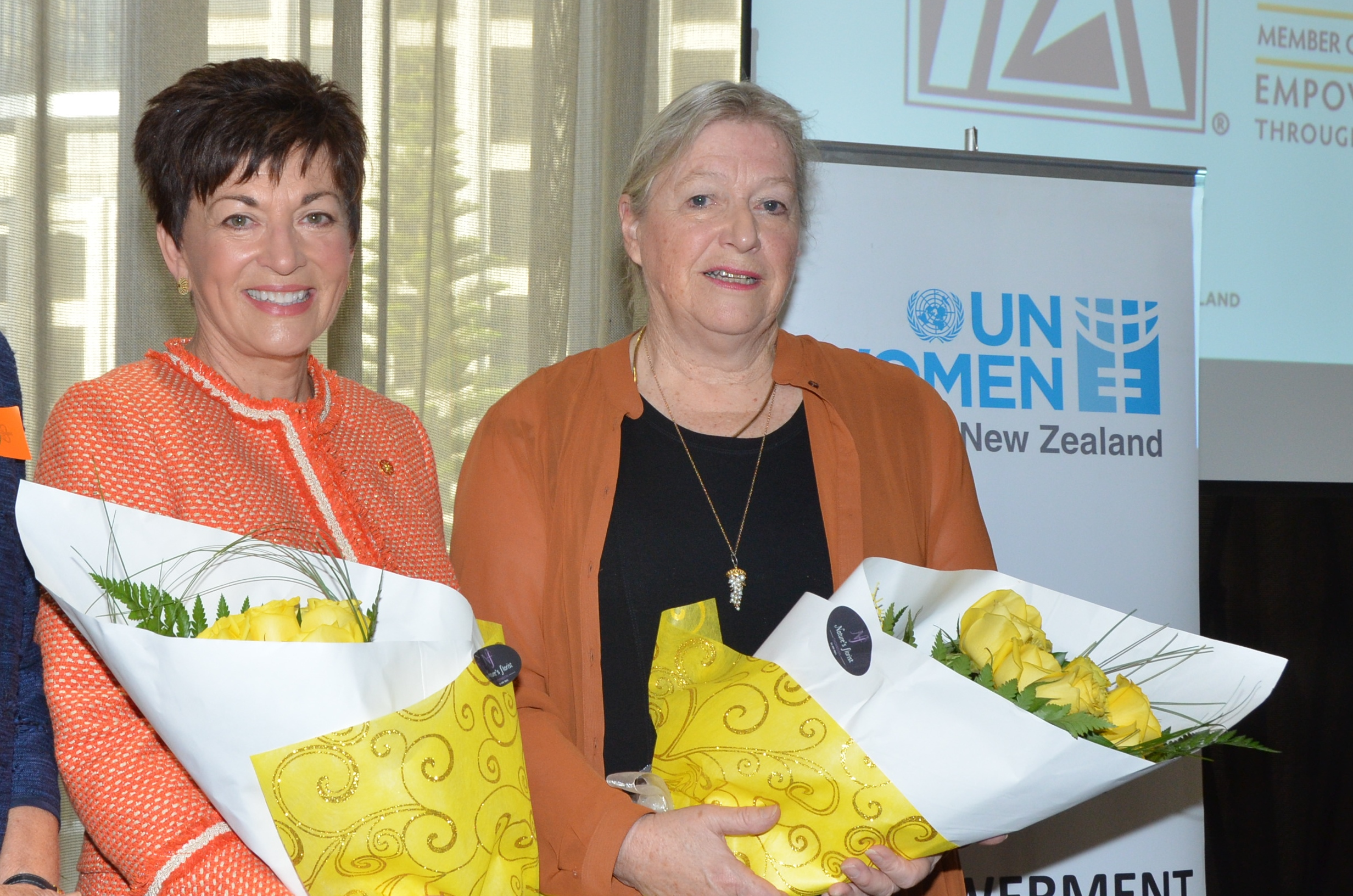
Sandra Coney (à droite) à côté de Patsy Reddy, gouverneur général de Nouvelle-Zélande, lors de la journée internationale des femmes du 8 mars 2017.

Les féministes américaines réagissent de différentes manières aux thèses de Robert Wilson. Des féministes tendent à les accepter : le traitement hormonal de la ménopause est un bienfait, les avancées médicales pouvant aider la cause des femmes, à l'instar de l'accouchement sans  douleur, de la contraception et de l'interruption volontaire de grossesse. Les médecins sont critiqués pour négliger la parole des femmes et leur devoir d'information. D'autres féministes sont plutôt sceptiques et doutent que le vieillissement féminin soit une maladie ou qu'il faille un traitement médical pour un processus naturel. 
Après la révélation publique en 1975 des risques d'une œstrogénothérapie exclusive prolongée, le débat prend de l'ampleur et une bascule se produit : le courant critique tend à devenir dominant et se radicalise. D'autant plus que l'affaire du Diéthylstilbestrol ou celle du Dalkon Shield, survenues dans la même période, ruinent l'idée d'un progrès médical toujours bénéfique aux femmes. Le courant le plus radical considère que le phénomène de la ménopause n'est qu'une construction sociale, issue d'une médecine patriarcale et misogyne, exploitée par l'industrie pharmaceutique. C'est le cas , par exemple, de Sandra Coney (en) qui publie The Menopause Industry : How the Medical Establishment Exploits Women (1994),. 
Cependant, le point commun désormais admis, c'est que les femmes ont besoin de contrôler leur propre santé, sans être stigmatisées, en demandant des informations précises et des soins appropriés. Dès lors, le traitement hormonal de la ménopause n'est pas un moyen de libération des femmes, c'est la libération des femmes qui permet d'améliorer la vie des femmes ménopausées,. 

### Anthropologie culturelle
Les études d'anthropologie culturelle remettent en cause le modèle occidental de la ménopause comme expérience biomédicale universelle, surtout après les  travaux de Margaret Lock dont l'ouvrage Encounters with Aging  : Mythologies of Menopause in Japan and North America (Berkeley, 1993) qui traite des différences entre le Japon et les États-Unis.
Au Japon, où il n'existait pas en 1996 de terme correspondant exactement à la notion de ménopause, des symptômes tels que les bouffées de chaleur étaient nettement moins ressentis que chez les nord-américaines, les japonaises éprouvant plutôt des frissons et sensations de froid,.

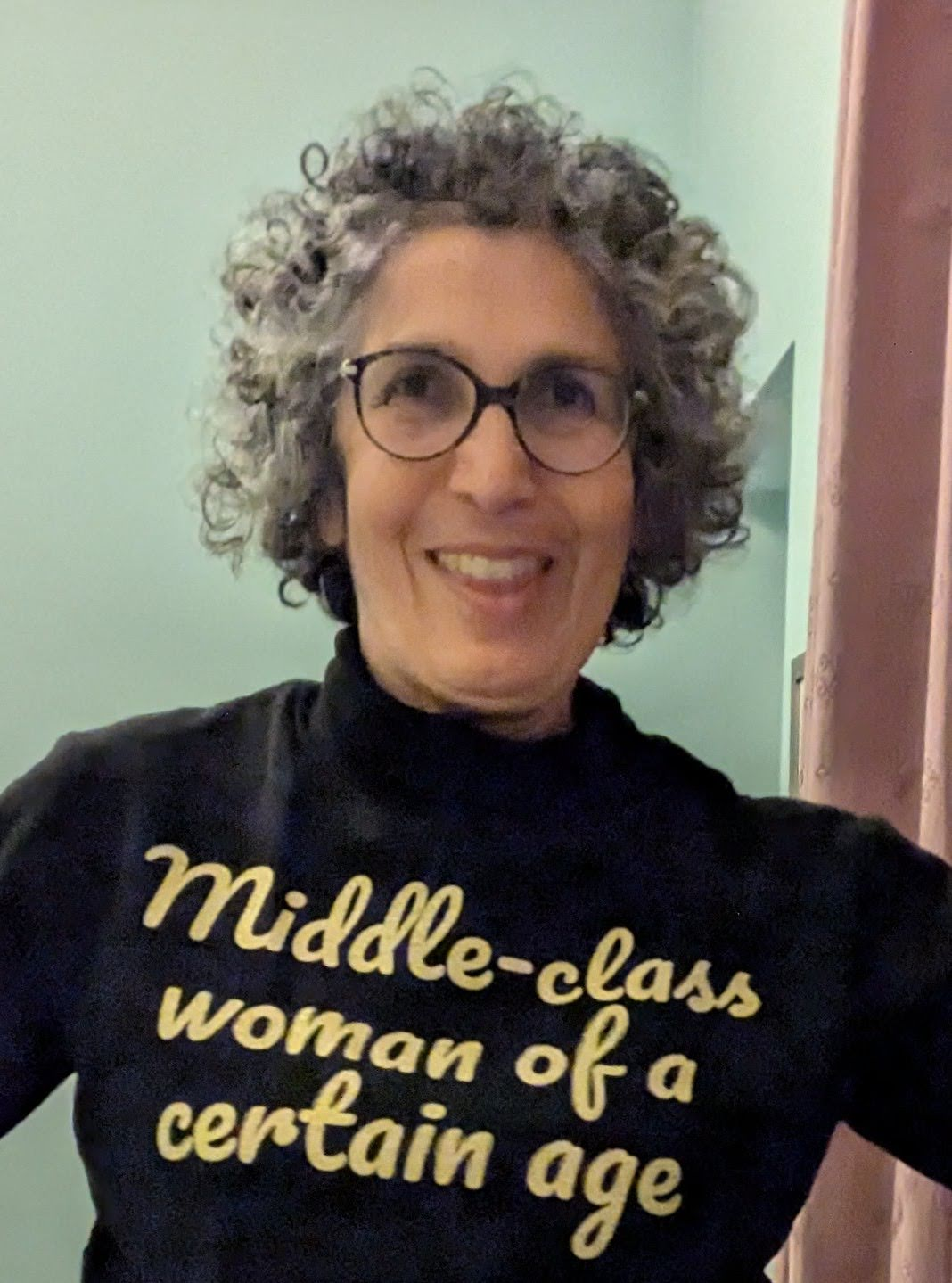
fondatrice en 2018 de l'association, lieux d'échanges et de discussions sur la ménopause.

Selon son terrain culturel, la femme réagit de différentes manières à la survenue de la ménopause. Aux États-Unis, les études montrent que, selon leur « niveau social », les femmes considèrent soit que la ménopause est une maladie, soit qu'elle n'est qu'un changement prévisible qui survient dans leur vie. Pour celles qui pensent que c'est une maladie, le perçu est nettement plus négatif que chez celles pour qui ce n'est qu'une transition, voire un signe de vieillissement.
L'origine ethnique et géographique de la femme a aussi son importance. Aux États-Unis, une étude a montré que les femmes de type caucasien souffraient plutôt de symptômes de la série psychosomatique, pendant que les femmes de type afroaméricain se plaignaient plutôt de symptômes de la série vasomotrice. En Asie, les femmes rapportent plus souvent des douleurs musculaires et articulaires.
Par ailleurs, alors que la plupart des femmes des États-Unis voient la ménopause comme un signe de déclin, quelques études montrent qu'en Asie, au contraire, la ménopause est synonyme de libération, et est fêtée comme la disparition du fardeau des grossesses. Cependant, une étude montre qu'apparemment aux États-Unis, la ménopause est envisagée positivement par de nombreuses femmes, pour qui elle serait l'occasion de « libération et de passage à un état valorisant ».  
Selon Margaret Lock, il faudrait se demander ce qui permet à des femmes de ne pas éprouver de gêne particulière au moment de la ménopause. Dès lors les définitions biomédicales associant des troubles de la ménopause à des taux d'hormones ovariennes seraient des simplifications abusives, comme les variations menstruelles censées refléter exactement des variations hormonales. À l'opposé, il en serait de même pour la ménopause perçue comme une construction sociale ou idéologique : il faudrait dépasser l'opposition entre le biologique et le socio-culturel,,.  

Les deux approches, biologique et socio-culturelle, de la ménopause ne devraient pas être séparées. Dès lors, le concept de « biologies locales » (local biology) est avancé, :  
Ce concept renvoie à la façon dont l'expérience vécue des sensations physiques, du sentiment de bien-être, de la santé et de la maladie est en partie informée par la matérialité du corps, qui est elle-même dépendante de variables liées à l'évolution, à l'histoire et aux individus (...) En pratique, cela signifie que notre connaissance de la biologie est informée par la réalité sociale, et que, celle-ci, à son tour, est informée par la réalité matérielle. En d'autres termes le social et le biologique sont produits ensemble et se reproduisent dialectiquement. Le lieu premier de cette imbrication est le corps individuel (...) Il faut prendre en compte la variation et la complexité considérables qui entrent en jeu, plutôt que de les écarter comme des artefacts culturels sans signification.   
Les études biomédicales sur la ménopause portent essentiellement sur les femmes de plus de 40 ans, alors que chaque ménopause serait le résultat de toute une vie (aspects génétiques, nutritionnels, reproductifs, socio-culturels…). Les expériences variables de la ménopause seraient en rapport, non seulement avec la génétique et la biologie, mais aussi avec le mode de vie, le régime alimentaire, l'exercice physique, le statut social, les attentes culturelles, le niveau de médicalisation et de langage (pour parler de l'expérience corporelle vécue d'une ménopause),.

### Aspects contemporains
Les recherches biologiques fondamentales sur le vieillissement ne prennent guère en compte le phénomène de la ménopause, ce qui pourrait changer dans le contexte du vieillissement de la population et de l'allongement de la durée de vie. En particulier lorsque le monde du travail se modifie rapidement : féminisation accrue, recul de l'âge de la retraite dans de nombreux pays, nombre croissant de femmes âgées de 45 ans et plus sur le marché du travail. Dès lors, la ménopause fait partie de la vie des femmes au travail, alors que ces femmes et leurs employeurs sont peu informés : les premières pour exprimer leurs plaintes, les seconds pour aménager leur poste de travail en conséquence.
En 2024, aux États-Unis, l'administration Bidden alloue un budget de 113 millions $ pour la recherche sur la santé des femmes. Les National Institutes of Health (NIH) mettent en place un programme de recherches sur la ménopause portant, entre autres, sur l'hormonothérapie et la possibilité de prolonger la vie ovarienne. Aux États-Unis, de 2022 à 2024, le nombre de candidats à l'examen de certification de la Menopause Society (une association à but non lucratif de professionnels de santé) a quintuplé.
En France, selon le rapport Rist publié en avril 2025, la Haute Autorité de Santé est saisie pour actualiser les recommandations sur la ménopause (datant de 2004), ce qui serait fait fin 2025-début 2026.

## Ménopause dans le règne animal et hypothèses évolutionnistes

### Dans le règne animal
La place de la ménopause dans l'évolution du règne animal est un sujet très discuté. Les difficultés d'interprétation et les facteurs de confusion sont multiples :
- Définitions mêmes de la ménopause qui peut être vue en totalité ou en partie comme un arrêt permanent de la menstruation (définition clinique), un déséquilibre endocrinien (définition biochimique), un épuisement ovarien (définition physiologique), ceci en relation avec des marqueurs (à définir) du vieillissement de la reproduction.
- Incertitudes sur la durée de vie des différentes espèces pouvant dépendre des conditions de vie (vie sauvage ou en captivité, prédation, disponibilité de la nourriture…). Les observations en milieu naturel sont rares, compte tenu des difficultés d'observation.

Ces deux points sont importants pour l'étude comparative de la ménopause basée sur le moment de la ménopause (son âge moyen) par rapport à la durée de vie maximale.
La cessation complète et définitive de l'ovulation avec l'âge, en tant que processus régulier et constant, est un phénomène peu répandu dans le monde animal. La femme est un cas unique par la durée de sa période post-ménopausique. « Le record dans le monde animal est celui des cétacés avec une ménopause qui représente 25 % de la durée totale de vie. Chez la femme, cette période peut durer la moitié de la vie » , ou plus d'un tiers à 40 % par rapport à la moyenne d'espérance de vie,.
Beaucoup d'espèces animales montrent un déclin reproductif avec l'âge. Outre l'espèce humaine, la ménopause a été observée chez plusieurs espèces de primates non humains, dont le macaque rhésus (un à deux ans avant la durée maximale de vie), le bonobo et le chimpanzé,,. La ménopause a également été signalée chez diverses autres espèces de vertébrés, notamment les éléphants, le globicéphale tropical,, l'orque,,, le béluga, le narval, et le guppy.  
Cependant, à l'exception des cétacés, les exemples étudiés ont tendance à provenir d'individus captifs et ne sont donc pas nécessairement représentatifs de ce qui se passe dans les populations naturelles à l'état sauvage. D'autres espèces n'y sont pas sujettes, comme les animaux domestiques, chiennes et chattes. 

### Hypothèses évolutionnistes
L'âge de la survenue de la ménopause au paléolithique reste spéculatif. Dans les populations modernes de chasseurs-cueilleurs, la ménopause survient vers l'âge de 40-45 ans contre 50-55 ans dans les sociétés développées (âge médian de 51 ans aux États-Unis). 50 % des femmes qui survivent à l'âge de 15 ans survivent à l'âge de 45 ans, ce qui donne à penser que la ménopause pouvait exister à la préhistoire, contrairement à l'idée fausse de la ménopause comme phénomène moderne dans l'histoire humaine.  En effet, l'allongement moderne de l'espérance de vie est due à une forte diminution de la mortalité infantile et maternelle, ce qui n'empêche pas la plupart des survivantes de dépasser la quarantaine. 
Les facteurs environnementaux, s'ils ont une influence, ne paraissent pas avoir un rôle significatif sur l'âge de survenue de la ménopause par rapport à l'épuisement ovarien (nombre fini et limité d'ovocytes). 
Cette cessation physiologique par rapport à la durée de la vie humaine est difficile à interpréter dans le cadre de l'évolution. La ménopause contredit la théorie du soma jetable (en) qui met en avant les compromis d'allocations différentielles (trade-offs) de ressources entre différents traits biologiques (croissance, reproduction et réparation de l'ADN) comme source de vieillissement. L'importance de la ménopause s'oppose à l'hypothèse de la survie du plus apte, la sélection naturelle favorisant les femelles qui se reproduisent jeunes, et sont plus aptes à résister à une forte prédation ou de fréquents évènements climatiques extrêmes.  
De plus, si la valeur sélective est le résultat d'une sélection passant par la reproduction, on voit mal comment la ménopause (qui est l'arrêt de la reproduction) pourrait avoir une valeur sélective.  
Les interprétations sont de deux ordres, :  
- Le point de vue non-adaptatif : la ménopause est un accident évolutif, un épiphénomène consécutif au fait que la durée de vie humaine est devenue beaucoup plus longue depuis l'apparition du genre Homo.
- Le point de vue adaptatif : la ménopause est un paradoxe évolutif car il semble que les femmes ne retirent aucun avantage à terminer leur carrière reproductrice bien avant la mort. Ici, pour démontrer une valeurs sélective, il ne faut pas seulement penser en terme d'avantage direct (pour l'individu), mais aussi en terme d'avantage indirect (pour l'entourage ou la parentèle), la ménopause aurait alors une valeur sélective inclusive. Ce point de vue adaptatif est représenté par plusieurs d'hypothèses : l'hypothèse pléiotropique, l'hypothèse de la mère, l'hypothèse de la grand-mère.

#### Hypothèse pléiotropique
La sélection naturelle favorise des caractéristiques acquises tôt dans la vie comme la production et le stockage des œufs pour optimiser la reproduction, une cinquantaine d'années serait une limite inhérente à la qualité de reproduction des mammifères.

#### Hypothèse de la mère
Cette hypothèse est aussi appelée hypothèse de l'altricialité, Les mères doivent un investissement parental pour que leurs enfants survivent jusqu'à l'âge de se reproduire. Des modèles théoriques montrent que la probabilité de survie de la progéniture peut être renforcée si une femme cesse d'enfanter pour mieux élever ceux qui sont déjà nés. D'un point de vue évolutif, l'arrêt de la reproduction peut être avantageux en évitant le risque de mourir lors d'une grossesse tardive, tout en assurant la survie des derniers-nés.

#### Hypothèse de la grand-mère
L'hypothèse de la grand-mère, qui n'exclut pas la précédente, s'appuie surtout sur la valeur sélective inclusive de la ménopause. Avec l'âge, une mère de famille nombreuse a plus de difficulté à élever son dernier-né, mais si elle est aidée par sa propre mère, les plus jeunes ont des meilleures chances de survie. En retour, la grand-mère assure sa propre survie en portant sa descendance à l'âge adulte.
Des études sur la survie infantile en Afrique (notamment en Gambie), menées par l'anthropologue Rebecca Sear (en), indiquent que la mortalité infantile est moindre dans les familles où la grand-mère maternelle vit dans le même village. Outre l'aide à l'éducation des plus jeunes enfants, la présence des femmes plus âgées confère d'autres avantages, comme le partage de savoirs et d'expériences. Des arguments analogues ont été utilisés pour expliquer le rôle de la matriarche dans un troupeau d'éléphants.
Cette hypothèse de la grand-mère a été discutée par une autre anthropologue américaine, Jocelyn Scott Peccei, qui distingue deux hypothèses de la grand-mère, l'une qui est l'évolution vers une ménopause plus précoce pour une plus longue période de vie après reproduction, l'autre qui est l'évolution vers une longévité accrue où la ménopause ne serait que la conséquence ou le sous-produit. Selon Peccei, si la ménopause est le résultat d'une sélection par un plus grand investissement maternel, elle impliquerait principalement les mères plutôt que les grands-mères. 
Une étude sur les cétacés à dent soutient que l’aide intergénérationnelle observée dans les espèces avec ménopause entre les mères et leur progéniture (ainsi que les grand-mères et leur petite-progéniture) est un facteur permettant d’améliorer la longévité. Cette même étude met en avant d’autres avantages évolutionnaires de la ménopause comme la diminution du conflit intergénérationnel. Cette hypothèse stipule que les femelles qui ne se reproduisent plus ne se retrouvent pas en concurrence avec leurs filles pour la recherche d’un partenaire. Elles ne sont pas en concurrence non plus pour la nourriture ce qui aurait pu être le cas si elles avaient toutes deux une descendance à entretenir.  Il a également été retenu que la ménopause ne constituait pas en un raccourcissement de la période reproductive mais bien en un allongement de la vie post-reproductive des femelles.